# Beatriz Russek
Beatriz Russek (Ciudad de México, México, 4 de noviembre de 1946) es una diseñadora de moda, actriz y vestuarista mexicana.

## Primeros años
Nació en la Ciudad de México, sin embargo, a los 4 años su familia se muda a Torreón, Coahuila, lugar donde crece y es educada en un internado de las monjas del Sagrado Corazón de Jesús y se educa con una tía en cuestiones de diseño, indumentaria y confección.
Entre 1964 y 1966 viaja a París para educarse en cuestiones de pintura, sin embargo, utiliza la estadía para asistir a la ópera y el teatro y refinar su gusto, desistiendo a los estudios sobre arte, regresa a la Ciudad de México. A su regreso, trabaja en una galería especializada en grabado y toma clases de pintura con el vestuarista e Iluminador Pepe Cuervo.
Regresa a Torreón y es invitada por un grupo de teatro lagunero a confeccionar vestuario, al mismo tiempo incursionaría como actriz y establece con el guionista Rogelio Luébano el Centro de Investigaciones Teatrales (CITAC) en la Comarca Lagunera. El centro duraría 4 años. De esa época destaca el vestuario que hace en pellón para al obra Las mujeres sabias.

## Carrera
Tras mudarse a Tepoztlán, Morelos, en 1978, funda una casa de cultura con las mujeres de la localidad para los niños tepoztecos que sería clausurada por el INBAL, dos años después esta se convierte en un taller textil con treinta bordadoras llamado Quemitl (vestidura de mujer en náhuatl) luego de que las mismas mujeres le pidieran empleo  diciéndole que sabían hacer "punta de servilleta" (Crochet). Debuta como diseñadora en Aspen y presenta varios desfiles en su taller y alrededor del mundo.
Para 1996 genera un grupo de trabajo similar en el Centro de las Arte San Agustín de San Agustín Etla, Oaxaca fundado por Francisco Toledo, en este se enfoca en la preservación, rescate y uso del algodón coyuche y la confección de vestidos.

## Exposiciones
- 2019, Material, Objeto y Memoria, Galería La Señora, Oaxaca de Juárez, Oaxaca.[7]
- 2019, México Textil (Sur), Museo de Arte Popular, Ciudad de México.[8]
- 2019, Beatriz Russek: Indumentaria y Moda. Palacio del Conde del Valle, Durango.[9]
- 2018, Beatriz Russek: Indumentaria y Moda. Casa del Mayorazgo, San Miguel de Allende.[10]
- 2018, México Textil, Museo de Arte Popular, Ciudad de México.[11]
- 2016, El Arte de la Indumentaria y la Moda en México, Palacio de Iturbide, Ciudad de México.
- 2016, Beatriz Russek, Drama y Trama, Museo Arocena, Torreón (Coahuila de Zaragoza).[12]
- 2016, Beatriz Russek, Trama: Moda Mexicana Contemporánea, Museo Franz Mayer, Ciudad de México.[13]
- 2014, Beatriz Russek, Drama y Trama, Centro de las Artes San Agustín, San Agustín Etla, Oaxaca.[14]